# Ноше, Андерс
Андерс Абдул-Гаффар Хайдер Ноше (дат. Anders Abdull-Gaffar Haidar Noshe; род. 9 января 2006, Ольборг, Северная Ютландия) — датский футболист, вингер клуба «Ольборг».

## Клубная карьера
Ноше — воспитанник клуба «Ольборг». 20 марта 2022 года в матче против «Брондбю» он дебютировал в датской Суперлиге. В августе 2023 года игрок подписал новый контракт с клубом на 3 года.